# 大達羽左エ門
大達 羽左エ門（おおだて うざえもん、1854年1月13日（旧暦嘉永6年12月15日） - 1904年8月17日）は、出羽国田川郡（現：山形県鶴岡市）出身の元大相撲力士。5代千賀ノ浦。本名は諏訪 辯治（すわ べんじ）。最高位は西大関。

## 来歴
1854年1月13日（旧暦嘉永6年12月15日）に出羽国田川郡（現：山形県鶴岡市）で農家を営む家に二男として生まれる。幼少期から地元の土地相撲で活躍したことで村民から「鬼童」と呼ばれて評判だったが、大食漢・大の相撲好きが災いして家業を疎かにすることが多くなったために養子先から離縁され、本職の力士を目指して上京、立田川部屋へ入門した。1873年12月場所において序二段で初土俵を踏むが、素行が悪かったためにまもなく脱走して新潟県を放浪し、村上の酒造家で奉公しながら再び土地相撲で活躍した。
1877年のある日、高砂改正組が村上へ巡業に来た際に初代高砂から見出されたため、既に立田川部屋へ入門した力士でありながら高砂部屋へ再入門した。しかし、村上には偶然にも立田川部屋の師匠・朝日嶽鶴之助も巡業で来ており、大達が高砂部屋へ再入門したことを知ると激怒して呼び出して叱った。叱られた大達は詫びとして髷を切り落とし、床屋へ行って丸坊主にしてもらったという。
東京相撲の番付に初めて載ったのは1879年6月場所のことで、その時には二段目に載った。1882年6月場所で新入幕を果たすと、怪力を生かした突き押しや徳利投げなどの豪快な取り口で観客を沸かせた。大達の怪力も然ることながら体格は肩幅が広く筋骨隆々で、特に胸から肩にかけては巌のようだったという。ある日、巡業を見学に来た好角家から屈強な者を指名しては自身の腕を出し、その腕を力一杯噛ませても「岩でも噛んでるようで全く歯が立たぬ」と言わせて驚かせたと伝わる。しかし、中腰のまま拳を相手の鼻先へ突き出す仕切りは「中仕切り」と称され、傍若無人と言われた。
1884年3月には明治天皇による天覧相撲が行われたが、取組を編成する際に明治天皇のリクエストによって梅ヶ谷藤太郎との対戦が組まれた。大達は平幕だったが両者とも土俵中央で四つに組んだまま30分以上を凌ぎ合う大熱戦を繰り広げ、水が入った際には手に力を込め過ぎて自身で梅ヶ谷の廻しを離せなかったほどだった。両者の熱戦は水入り後も繰り広げられ、最終的に引き分けたことで明治天皇は大喜びだったという。この取組は、明治時代初期の東京相撲を代表する名勝負の一つに名を残した。
同年5月場所には小結へ昇進し、同場所7日目には2ヶ月前に天覧相撲で熱戦を繰り広げた梅ヶ谷との対戦が組まれた。梅ヶ谷は1881年1月場所において58連勝で止まって以来の35連勝を続けていたが、大達はこれに勝利して連勝を止めた。嬉しさのあまりに支度部屋へ戻ると、廻し姿のまま両国・回向院の相撲場から高砂部屋まで帰ろうとした。しかし、梅ヶ谷の連勝が止まったことで回向院周辺は大変な騒ぎになっており、集まった群衆を「はい、御免よ御免よ」と掻き分けながら戻っていった。
大達はこの場所を8勝1分1休で終え、優勝相当成績を記録した。また、この場所を最後に大関・楯山久三郎が現役を引退したため、本人も周囲も次期大関候補と考えていた。しかし、1885年1月場所の番付が発表されると張出で、後輩である西ノ海嘉治郎（初代）が大関へ昇進していた。西ノ海の成績は5勝2敗1分1預1休だったことで大達の方が好成績を挙げており、納得いかない大達は怒って番付を高砂に差し出すと、「お前（大達）は何時でも（大関に）なれるんだから我慢しろ」と宥められた。さらに納得いかない大達は収まらずに高砂を素手で殴ると、今度は高砂が激怒して隣室から日本刀を持ち出して迫られ、流石に逃げ出して伊勢ノ海の元へ身を寄せた。その間に高砂は稽古場へ貼り紙を掲示し、大達に破門を宣告した。
大達が破門されたその後、1885年1月場所の番付に関しては、大達の張出を削除した番付、詫び入れにより復帰が叶い貼り紙にて張り出された番付、貼り紙版を刷り改めた番付の3種が発行された。相撲研究家の考察によると、翌5月場所は張出大関格から、破門などの責任を負って張出関脇に降格したと推測される。大達は高砂部屋からそのまま伊勢ノ海部屋へ転属し、1886年1月場所で念願の新大関昇進を果たすと、横綱昇進も期待されて三つ揃いの化粧廻しも用意された。しかし、酒量が過ぎたことで1888年1月場所を胃腸疾患で全休すると、それから3場所連続して全休、平幕に降格となった。降格後も勝ち越しが僅か1場所のみと苦難の土俵が続き、1895年6月場所を最後に現役を引退した。
4代千賀ノ浦が移籍後自身の孫弟子に当たる大達を見かねて名跡を譲ったため、引退後は年寄・千賀ノ浦を襲名。弟子の育成に尽力したが、大きな成果は残せず、1904年8月17日に死去、50歳没。弟子思いの人情家で知られたが、天衣無縫で不器用な性格から自分を表現するのが上手くなく、周囲の理解を得られないことが多く、付いた異名は「傍若無人」。弟子は2代高砂に預けられた。
1886年5月場所6日目の友綱良助との対戦では、立合いで無礼かつ相手を見下した態度を取り続けたために友綱の怒りを買い、髷を友綱に掴まれ引き回されている（友綱はこの行為で翌日の出場停止を申し渡された）。

## 主な成績
- 通算成績：114勝52敗19分3預109休[1] 勝率.687
- 通算幕内成績：87勝40敗14分3預109休　勝率.685
- 大関成績：33勝4敗3分30休　勝率.892
- 三役成績：49勝5敗4分42休　勝率.907
- 現役在位：30場所
- 幕内在位：26場所
- 大関在位：6場所
- 三役在位：3場所（小結2場所、関脇1場所）

### 場所別成績
| 1873年 （明治6年） | x | 序二段 – |
| 1874年 （明治7年） | x | x        |
| 各欄の数字は、「勝ち-負け-休場」を示す。 優勝 引退 休場 十両 幕下 三賞：敢=敢闘賞、殊=殊勲賞、技=技能賞 その他：★=金星 番付階級：幕内 - 十両 - 幕下 - 三段目 - 序二段 - 序ノ口 幕内序列：横綱 - 大関 - 関脇 - 小結 - 前頭（「#数字」は各位内の序列） |   |          |

| 1879年 （明治12年） | x                               | 東幕下18枚目 1–0 （対十両相当） |
| 1880年 （明治13年） | 東幕下14枚目 3–2 （対十両相当） | 東幕下8枚目 4–4 1分             |
| 1881年 （明治14年） | 東幕下10枚目 7–1 2分            | 西幕下8枚目 8–0 2分             |
| 1882年 （明治15年） | 西幕下3枚目 8–0                 | 西前頭7枚目 6–2–2               |
| 1883年 （明治16年） | 西前頭筆頭 0–0–10               | 西前頭4枚目 5–3–2               |
| 1884年 （明治17年） | 西前頭3枚目 6–1–1 1分1預        | 西小結 8–0–1 1分                |
| 1885年 （明治18年） | 西張出大関 7–1–1 1分            | 西関脇 8–1–1                    |
| 1886年 （明治19年） | 西大関 7–2–1                    | 西大関 6–0–3 1分                |
| 1887年 （明治20年） | 西大関 6–1–3                    | 西大関 7–0–2 1分                |
| 1888年 （明治21年） | 西大関 0–0–10                   | 西大関 0–0–10                   |
| 1889年 （明治22年） | 西小結 0–0–10                   | 西前頭筆頭 0–0–10               |
| 1890年 （明治23年） | 西張出前頭11枚目 3–4–3          | 西前頭4枚目 0–0–10              |
| 1891年 （明治24年） | 番付非掲載 不出場               | 東前頭4枚目 3–3–2 2分           |
| 1892年 （明治25年） | 東前頭4枚目 2–5–2 1分           | 東前頭7枚目 5–3–1 1分           |
| 1893年 （明治26年） | 東前頭2枚目 0–0–10              | 東前頭4枚目 3–3–1 2分1預        |
| 1894年 （明治27年） | 東前頭4枚目 1–7–1 1預           | 東前頭6枚目 3–4–1 2分           |
| 1895年 （明治28年） | 東前頭7枚目 1–2–6 1分           | 東前頭5枚目 引退 0–5–5          |
| 各欄の数字は、「勝ち-負け-休場」を示す。 優勝 引退 休場 十両 幕下 三賞：敢=敢闘賞、殊=殊勲賞、技=技能賞 その他：★=金星 番付階級：幕内 - 十両 - 幕下 - 三段目 - 序二段 - 序ノ口 幕内序列：横綱 - 大関 - 関脇 - 小結 - 前頭（「#数字」は各位内の序列） |                                 |                                 |

- 二段目11枚目以下の地位は小島貞二コレクションの番付実物画像による。また当時の二段目11枚目以下の星取・勝敗数等に関する記録は相撲レファレンス等のデータベースに登録がないため、その地位の成績は暫定的に二段目10枚目以上との対戦の分のみを示す。